# Marombun Barat
Marombun Barat is een bestuurslaag in het regentschap Deli Serdang van de provincie Noord-Sumatra, Indonesië. Marombun Barat telt 33 inwoners (volkstelling 2010).